# Bryocamptus (Rheocamptus) stillae
Bryocamptus (Rheocamptus) stillae is een eenoogkreeftjessoort uit de familie van de Canthocamptidae. De wetenschappelijke naam van de soort is voor het eerst geldig gepubliceerd in 2012 door Cottarelli & Bruno, in Cottarelli, Bruno, Spena & Grasso.